# 종속국
종속국(從屬國, client state)은 종주국의 국내법에 의해 자치(自治)를 인정받은 국가로, 외교·내정 등이 종주국에 의해 일부 제한되는 형태의 국가이다. 부용국(附庸國)이라고도 한다.

## 개념
종속국은 근대 국제법 상 종주국으로부터 자치를 인정받은 국가로, 일반적으로 종주국의 일부였으나 민족 및 기타의 이유로 부분적으로 독립된 것이다. 그 기본 요건으로 정치, 외교, 군사적으로 종속국은 종주국의 하위에 있으며, 종주국으로부터 지속적인 보호 관찰의 실질적 위력을 받게 될 때 그 지위에 처하게 된다. 대외적으로는 다른 나라와 외교관계를 스스로 처리할 수 있으나, 완전히 독립된 나라는 아니며 대외관계의 일부는 종주국에 의하여 제한되기도 한다. 오늘날에는 종속국이 존재하지 않으며, 오스만 투르크의 지배 하에 있던 불가리아, 이집트 등이 대표적인 종속국이다.

## 역사 속의 종속국
- 잉글랜드 왕국/그레이트브리튼 왕국의 아일랜드 왕국
- 고구려의 거란
- 오스만 투르크의 종속국 불가리아 공국 (1878년 산스테파노 조약으로 독립, 1908년 완전 독립 선포)
- 오스만 투르크의 종속국 이집트 (1805년 경 무하마드 알리에 의해 자치를 인정, 1922년 독립)
- 영국 위임통치령 팔레스타인 (현대 요르단의 전신, 제2차 세계대전 이후 독립), 영국령 인도 제국
- 이탈리아령 동아프리카 제국 (파시스트 이탈리아의 괴뢰 국가)
- 폴란드-리투아니아 연방의 리투아니아 대공국
- 일본 제국의 만주국
- 나치 독일의 슬로바키아 제1공화국

## 같이 보기
- 종주국
- 위성 국가
- 괴뢰 국가